# Renocera stroblii
Renocera stroblii är en tvåvingeart som beskrevs av Friedrich Georg Hendel 1900. Renocera stroblii ingår i släktet Renocera och familjen kärrflugor. Arten är reproducerande i Sverige. Inga underarter finns listade i Catalogue of Life.